# Ardizja

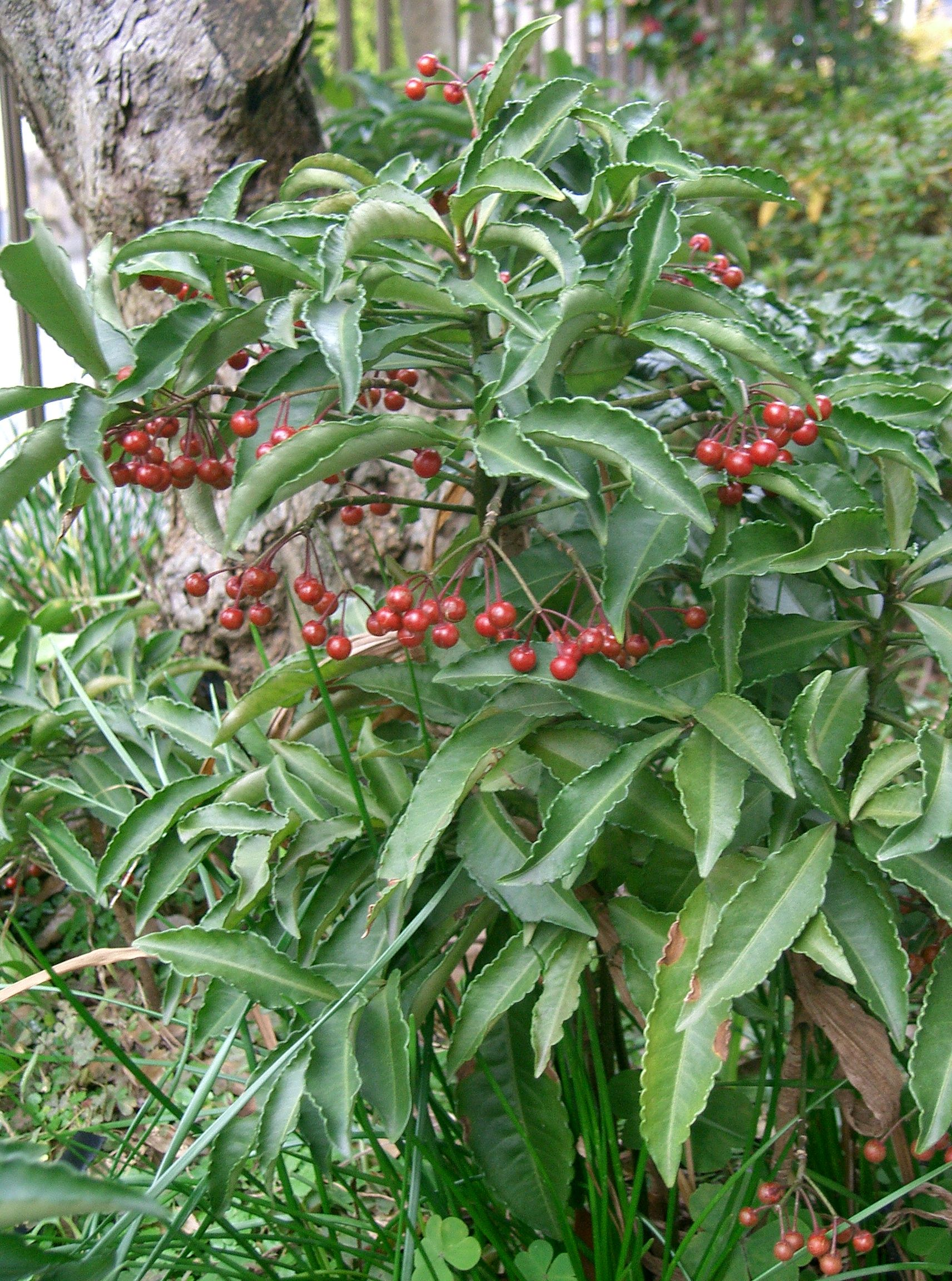
Ardisia crenata

Ardizja (Ardisia Sw.) – rodzaj roślin z rodziny pierwiosnkowatych (Primulaceae). Należy tu od 200 do 500 gatunków (w zależności od ujęcia systematycznego). Występują w tropikalnych i subtropikalnych rejonach Azji oraz Ameryki Południowej, Środkowej i Północnej.

## Morfologia
Wiecznie zielone krzewy lub małe drzewa. Liście skórzaste, zazwyczaj o falistych i ząbkowanych brzegach. Kwiaty drobne, gwiazdkowate, najczęściej białe lub różowe. Owocami są drobne, jednonasienne jagody. 

## Systematyka
Synonimy
Amatlania Lundell, Auriculardisia, Lundell, Bladhia Thunb., Graphardisia (Mez) LundellI, Cacorea Aubl., Oerstedianthus Lundell, Parardisia M. P. Nayar & G. S. Giri, Pimelandra A. DC., Valerioanthus Lundell
Pozycja systematyczna rodziny według APweb (2001...) (aktualizowany system APG III)
Ardizja jest jednym z rodzajów podrodziny myrsinowych Myrsinoideae w obrębie rodziny pierwiosnkowatych Primulaceae z rzędu wrzosowców Ericales. Rząd ten wchodzi w skład grupy astrowych (asterids) w obrębie dwuliściennych właściwych (eudicots).
Pozycja w systemie Reveala (1993–1999)
Gromada okrytonasienne (Magnoliophyta Cronquist), podgromada Magnoliophytina Frohne & U. Jensen ex Reveal, klasa Rosopsida Batsch, podklasa ukęślowe (Dilleniidae Takht. ex Reveal & Tahkt.), nadrząd Primulanae R. Dahlgren ex Reveal, rząd pierwiosnkowce (Primulales Dumort.), podrząd Primulineae (Burnett), rodzina borowicowate Myrsinaceae R.Br., plemię Ardisieae Bartl., podplemię Ardisiinae (Bartl.) Miq., rodzaj ardizja Ardisia Sw..